# Banu l-Muntafik
Els al-Múntafiq o Banu l-Múntafiq (àrab: المنتفق, al-Muntafiq) són una fracció de la tribu àrab dels Banu Uqayl, al seu torn divisió del gran grup dels Àmir ibn Sassaa.
El seu origen com el de tots els Banu Uqayl, era al sud-est de la Yamama. A l'època de l'islam s'esmenten alguns personatges de la tribu que van tenir un paper de segon orde a alguns dels fets, com Amr ibn Muàwiya ibn al-Múntafiq, combatent a Siffin i governador d'Armènia i Azerbaidjan en el regnat de Muàwiya I i Abida ibn Qays al-Múntafiq que fou també governador d'Armènia vers 681/682.
Es diu que el 1521 es van instal·lar a al-Ahsa però en foren expulsats quan el 1581 el xerif de la Meca va intentar apoderar-se de la regió per mar i per primer cop apareixen els Banu Khalid que van rebutjar als atacants; posteriorment els Muntafiq van donar suport als otomans gràcies al qual els turc van dominar Aràbia oriental el 1638.
Els Banu l-Múntafiq s'esmenten constantment al segle xvii quan van augmentar el seu poder per una aliança matrimonial del clan dirigent, la nissaga dels Sadun (descendents de Sadun, un ashraf o notable procedent de l'Hedjaz, que va arribar a Mesopotàmia el segle xv), i la família dels Afrasiyab (Al-Afrasiyab) de Bàssora; el 1625, a causa d'aquesta aliança, van defensar Bàssora contra un atac persa i anys després el xeic Mani al-Sadun va acabar dominant la ciutat (vers 1668). Van dominar la zona i juntament amb els Banu Lam, Al Bu Muhammad, Ubayd i una fracció dels Banu Xammar, les tribus van dominar de fet al centre de l'Iraq (Bagdad) i el baix Iraq (Bàssora). Vers el 1697-1698 els mushasha d'Huwayza van ocupar Bàssora i Kurna que estaven en mans del xeic dels Banu l-Múntafiq Mani ibn Mughamis. Finalment els otomans van recuperar el control de Bàssora el 1700/1701 i de tota la regió el 1705. El pashalik de Bàssora fou dominat per una sèrie de mamelucs que basaven el seu poder amb l'aliança amb els xeics. El 1775 els Múntafiq van impedir la caiguda de Bàssora a mans de Karim Khan Zand. També van tenir un paper destacat al rebutjar les incursions wahhabites al Baix Iraq. Els Múntafiq van participar en una expedició dels otomans contra Hufuf el 1798/1799. Els Múntafiq foren els proveïdors principals de cavalls àrabs als britànics i van tenir bones relacions amb la Companyia Britànica de les Índies Orientals.
Durant la segona meitat del segle xix la tribu dominava la zona entre Samawa (a l'Eufrates) i el Xatt al-Arab i de Kut (al Tigris) fins a Uzayr al sud i a la frontera persa a l'est. Membres de la família dirigent de la tribu van controlar la recaptació d'impostos al pashalik durant molts anys (1831 a 1869). El 1854 el xeic Mansur al-Sadun va haver de reconèixer la possessió de Samawa als otomans, el 1856 va seguir Suq al-Shuyukh i el 1861 la regió entre Shatra i Qalat Salih. Alguns membres de la tribu com Nasir Pasha, van treballar per l'administració otomana i altres com Mansur Pasha i el seu fill Sadun es van mantenir distants, però difícilment podien resistir a la pressió centralitzadora. Nasir Pasha fou nomenat mutasarrif del sanjaq de Múntafiq pel visir Midhat Pasha (Mithat Paşa) el 1872, i va fundar Nasiriyya que havia d'esdevenir centre administratiu; el 1875 fou el primer wali de la província de Bàssora. Sadun ibn Masur, xeic suprem dels Múntafiq, fou enviat a l'exili a Alep el 1903. A la I Guerra Mundial van donar suport als otomans fins que els britànics van ocupar Amara (1915) i després als britànics però amb diverses revoltes. Abd al-Mushin al-Sadun fou general, diputat, ministre i quatre vegades primer ministre de l'Iraq (20 de novembre de 1922 a 22 de novembre de 1923; 26 de juny de 1925 a 21 de novembre de 1926; 11 de gener de 1928 a 28 d'abril de 1929 i 19 de setembre de 1929 a 13 de novembre de 1929) morint en el càrrec. En aquest any 1929 la confederació tribal tenia 75.000 membres en set fraccions; la major part eren xiïtes però el clan dirigent dels Sadun era sunnita. La tribu modernament està dividida en tres branques: Bani Malik, al-Ajwad, i Bani Said.